# مرکز پرفشار

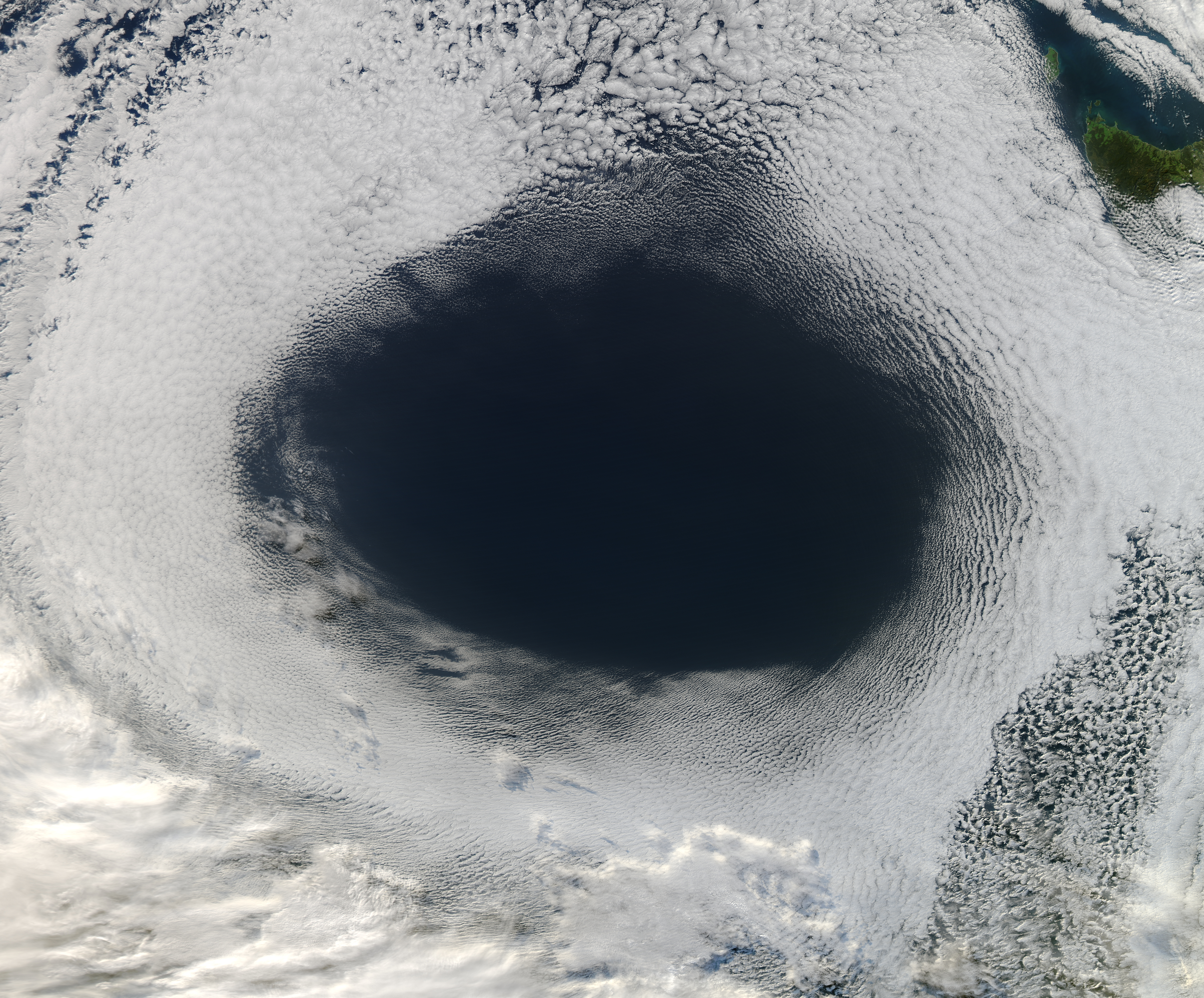
تصویر ماهواره‌ای از یک مرکز پرفشار غیرعادی در جنوب استرالیا که با زدودن ابرها شناسایی شده است.

حرف H در نقشه‌های هواشناسی برای نشان دادن مرکز پرفشار بکار می‌رود

مرکز پرفشار منطقه‌ای است که فشار هوا در سطح زمین در مرکز آن بیشتر از محیط اطراف آن است. در این نواحی به علت چگالی بیشتر هوای ناحیه داخلی، جهت باد به سمت خارج است. همچنین به علت نیروی کوریولیس، در نیمکره شمالی جهت وزش باد در جهت عقربه‌های ساعت و در نیمکره جنوبی در خلاف جهت عقربه‌های ساعت است.

## شکل‌گیری
سامانه‌های پرفشار حاصل فرونشینی هوا در گشت‌کره (تروپوسفر، لایه‌های از جو که پدیده‌های آب و هوایی در آن اتفاق می‌افتند) است. در مراکز پرفشار، عمدتاً هوای خنک تر و خشک تر به همراه آسمانی صاف مشاهده می‌شود. علت این امر، فرونشینی هوا در مراکز پرفشار است. در برخی موارد در زمستان مراکز پرفشار با توده‌های هوای قطبی ادغام می‌شوند. این هوای سرد و پرفشار اگر از روی آب‌های گرم عبور کنند ناپایدار شده و فعال می‌شوند. در مناطق زیرگرمسیری، هوای پرفشار که به شدت پایدار است بعنوان پشته زیرگرمسیری شناخته می‌شود و باعث حرکت چرخندها و سامانه‌های جوی در امتداد خط استوا می‌شود. این پشته‌ها با جلوگیری از ورود سامانه‌ها به عرضهای بالاتر، یکی از دلایل شکلگیری بیابان‌های جهان هستند.
پشته‌های زیرگرمسیری با افزایش ارتفاع از زمین قویتر می‌شوند، این در حالی است که پرفشار زیرشمالگانی با افزایش ارتفاع ضعیف تر می‌شوند.

## اثرات
نواحی پرفشار در سطح زمین بادهای ملایمی را به دنبال دارند که حاصل فرونشست هوا به لایه‌های زیرین جو است. این فرونشست معمولاً باعث خشک شدن و از دست دادن رطوبت هوا می‌شود. در طول مدت استقرار این هوا، دمای هوا افزایش می‌یابد. چون ابری وجود ندارد که جلوی تابش نور خورشید را بگیرد. در هنگام شب فقدان ابر، موجب خروج تابش‌های گرمایی از زمین می‌شود که باعث کاهش دمای هوا می‌شود.
با آرام شدن هوا در سطح زمین، فرونشست‌ها به لایه‌های زیرین مراکز پرفشار باعث ایجاد آلودگی و غبار در نقاط صنعتی و شهری می‌شود که به این پدیده وارونگی دما گفته می‌شود. همچنین اگر رطوبت نسبی در شب به ۱۰۰ درصد برسد، در این شرایط مه تشکیل می‌شود.
گاهی اوقات سامانه‌های پرفشار که در نیمکره شمالی از عرضهای بالاتر به پایین تر حرکت می‌کنند با توده‌های هوای قطبی ادغام می‌شوند. هنگامی که این سامانه‌ها از آب‌های آزاد و گرمتر عبور می‌کنند بشدت ناپایدار شده و خصوصیات یک توده هوای دریایی را به خود می‌گیرند. این توده‌ها کم فشارهای قطبی نیز نامیده می‌شوند.

## نواحی شکل‌گیری
بعضی از سامانه‌های پرفشار در نواحی گرمسیری بین مدارهای ۲۰ و ۴۰ درجه تشکیل می‌شوند. هوای گرم نواحی نزدیک استوا در این مناطق به سمت بالا حرکت می‌کند و گرما و رطوبتش را از دست می‌دهد. سپس ضمن فرونشینی به سطح زمین به عرضهای بالاتر حرکت می‌کند. این بخشی از سازوکار سلول هادلی است که با نام پشته زیرگرمسیری نیز شناخته می‌شود و بیشترین فعالیتش در فصل تابستان است.

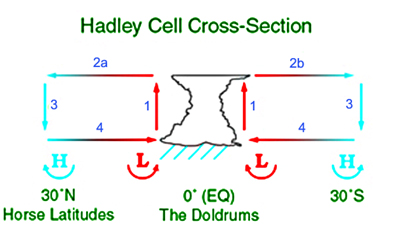
سلول هادلی گرما و رطوبت را از نواحی استوایی به سمت بالا حرکت می‌دهد و باعث تشکیل مراکز پرفشار می‌شود

برخی دیگر از سامانه‌های پرفشار نام منطقه شکل‌گیری‌شان را به خود می‌گیرند. پرفشار سیبری از این دسته است که برای مدت زمانی بیشتر از یک ماه در فصول سرد در سطح زمین ساکن می‌ماند. این پرفشار کمی قوی تر و ساکن تر از بخش دیگرش در شمال قاره آمریکا است. بادهای سطحی سبب شتاب گرفتن حرکت این هوای سرد به عرضهای پایین تر می‌شود که در زمستان باعث وقوع مونسون‌های زمستانی در سواحل غربی اقیانوس آرام می‌گردد. حرکت این توده هوا از سیبری به سمت آسیای مرکزی و عبور آن از روی دریای خزر نیز باعث بارندگی در سواحل شمالی ایران می‌شود. همراهی این پرفشار با سامانه‌های اروپای شمالی در فصل زمستان بارش‌های شدید برف را در ایران و ترکیه به دنبال دارد.
پرفشار جزایر آزور که به پرفشار برمودا نیز معروف است در فصل تابستان در شمال اقیانوس اطلس هوای مطبوعی را به دنبال دارد اما از نیمه تا انتهای تابستان در اروپای غربی گرمای زیادی را سبب می‌شود.